# Comic book - o novo quadrinho americano
Comic book - o novo quadrinho americano é uma coletânea de histórias em quadrinhos de artistas do undeground norte-americano publicada em 1999 pela editora Conrad. O livro, organizado pela cineasta, tradutora e pesquisadora de quadrinhos independentes Cris Siqueira, trouxe uma série de importantes quadrinistas independentes, sendo que muitos deles tiveram sua primeira publicação no Brasil neste livro, como Daniel Clowes, Peter Bagge, Joe Sacco, Jaime Hernandez, Dame Darcy, entre outros. O livro ganhou o Troféu HQ Mix de 2000 na categoria "melhor projeto editorial".